# Талыблы, Беюкага Миргасым оглы
Беюкага Миргасым оглы Талыблы (азерб. Böyükağa Mirqasım oğlu Talıblı; 21 марта 1897, Сальян, Бакинская губерния — 13 октября 1937, Баку) — государственный деятель Азербайджанской ССР. Поэт, публицист.

## Биография
Родился 21 марта 1897 года в г. Сальян в семье служащего. Окончил Сальянскую городскую школу, Бакинскую реальную школу (1909—1915).
С 1916 года являлся преподавателем школы в Сальяне. После года преподавания в 1916 году поступил в Санкт-Петербургский государственный технологический институт. По причине материальных трудностей окончил только 2 курса института.
Работал на различных должностях в Санкт-Петербурге и Москве.
Начальник отдела пропаганды и агитации комиссариата Петроградской губернии.
Сотрудник издававшейся на азербайджанском языке газеты «Hurriyet» («Свобода»).
Начальник отдела по национальным вопросам Народного комиссариата.
С 1915 по 1920 год являлся сотрудником газеты «Мелитопольские известия».
Участвовал в боях против Врангеля (1919—1920).
В мае 1920 года вернулся в Баку. С мая 1920 года — заместитель комиссара Рабоче-крестьянской инспекции Закавзказской СФСР.
Председатель Совета Народного хозяйства Азербайджанской ССР (1921).
Народный комиссар юстиции Азербайджанской ССР (1930—1931).
Начальник Центрального статистического управления Азербайджанской ССР (27 октября 1928 — 23 октября 1929).
Генеральный прокурор Азербайджанской ССР (1926—1930, 1931 — 15 февраля 1932).
Председатель Управления планирования г. Баку (Бакплан) (1936).
С 1934 года — член Союза писателей Азербайджанской ССР.
Редактор газеты «Коммунист» (с 30 марта 1921 по 15 апреля 1921). Редактор газеты «Yeni fikir» (Тифлис).
Окончил экономический факультет Азербайджанского Политехнического института.
Член ВКП(б) с октября 1918 года. 25 декабря 1936 года исключён из ВКП(б) как неразоружившийся национал-уклонист.
Был женат на племяннице Чехова, Наталье Михайловне Чеховой, дочери Марии Павловны Чеховой.
Являлся главой Литературного общества Азербайджана, в котором участвовал также Ахмед Джавад.

## Арест
8 января 1937 года выдана санкция Народного комиссара внутренних дел Закавказской ССР Ювельяна Сумбатов-Топуридзе на арест. 10 января 1937 года арестован по ст. 72 Уголовного кодекса Азербайджанской ССР. Признан виновным по ст. 64, 69, 70, 73 Уголовного кодекса Азербайджанской ССР (как «участник а/с националисткой террористической и повстанческой организации, проводивший подрывную вредительскую работу в области планирования народного хозяйства и в нефтяной промышленности, а также участвовавший в подготовке терактов против руководителей АКП(б) и правительства Аз. ССР»).
Осуждён ВК ВС СССР. Приговорён к расстрелу с конфискацией имущества. 12 октября 1937 года расстрелян в г. Баку. Похоронен в г. Баку.
14 октября 1937 года была арестована супруга Б. Талыблы.
25 июня 1957 года реабилитирован. 19 ноября 1957 года восстановлен в ВКП(б).

## Произведения
- «Мудрый совет лучше всего». Баку, Типография бр. Оруджевых. 1912 16 с.
- «Наслаждение» (пьеса) (1916)
- «Еркек Тукезбан». Баку Издательство Бакинского кооператива рабочих. 1926 20 с. 4 000 экз.
- «40 плетей». Баку «Азернешр». 1927 12 с. 3 000 экз.
- «Доброе дело» (1928)
- «Покаяние» Баку. «Азернешр». 1930 63 с. 3 000 экз.
- «Опора» Баку. «Азернешр». 1930 74 с. 3 000 экз.
- Избранные произведения. Баку. «Азернешр». 1960 166 с. 15 000 экз.

## Память
- В честь Беюкага Талыблы названа улица в Баку